# Louis-Gustave Binger
Louis-Gustave Binger (Strasburgo, 14 ottobre 1856 – L'Isle-Adam, 10 novembre 1936) è stato un ufficiale ed esploratore francese.

## I primi anni
Nato a Strasburgo, al numero 43 di rue de la Carpe-Haute nel quartiere della Robertsau, da una famiglia protestante, visse, dopo la morte del padre, con la madre prima a Niederbronn, poi a Sarreguemines.
A Niederbronn ebbe come istitutore un certo signor Münch, il quale lo prese in carico insieme ai suoi due figli e ad altri due allievi. Münch insegnò lui fisica, chimica e geometria e condivise le sue conoscenze sui racconti di viaggio di David Livingstone, René Caillié e Heinrich Barth, su Timbuctù e sui romanzi di avventura di James Fenimore Cooper, Gustave Aimard e Jules Verne, oltre a molti altri.
All'età di 15 anni assistette all'arrivo delle truppe prussiane nella città di Sarreguemines e sua madre riuscì a trovargli un impiego presso un negoziante che vendeva ferro, ghisa, ferramenta e generi alimentari all'ingrosso.
Per sottrarsi al servizio militare tedesco, ottenne, sotto pagamento, una richiesta di autorizzazione all'emigrazione (Auswanderungschein), in quanto gli emigranti non venivano arruolati. Partì così per la Francia e trovò lavoro come commesso in un negozio di ferramenta a Sedan (1873). Contemporaneamente seguiva studi tenuti da professori civili e da giovani ufficiali. Lo stesso giorno del suo diciottesimo compleanno, il 14 ottobre 1874, si arruolò a Mézières, per cinque anni, nel XX battaglione di cacciatori a piedi. Partì quindi per la guarnigione di Rouen. Venne elevato rapidamente al grado di sergente, poi sergente maggiore e perseguì gli studi in giurisprudenza e storia. Vincendo il primo premio assoluto, venne automaticamente ammesso ad Avord (1879), dove uscì nono.
Divenuto sottotenente (1880) nel IV reggimento di fanteria della marina a Tolone, decise di partire volontario per le colonie.

## I viaggi di esplorazione
Nel gennaio 1882 si imbarcò sulla Creuse diretto in Senegal. Dopo aver fatto tappa a Orano e a Tangeri, arrivò a Dakar, dove si offrì direttamente volontario per il campo delle Madeleines, allora devastato dalla febbre gialla. Incontrando per caso Alfred Dodds, venne da questi assunto per effettuare una spedizione nella Casamance allo scopo di combattere due capi nativi le cui azioni avevano messo in subbuglio la regione. Portata a successo la missione, prestò servizio a Dakar come ispettore delle postazioni di Portudal e di Kaolack, quindi tornò in Francia nel 1884 a bordo del Tarn. A Tolone fu quindi a capo di diverse compagnie, quindi venne assegnato a un servizio di contabilità, con suo grande dispiacere. Si offrì allora volontario per una missione topografica nell'alto Senegal, al comando del capitano Monteil, e venne incaricato di smantellare l'accampamento di Diamou. Assieme a Monteil, redasse poi una Carte des Établissements français du Sénégal dressée par ordre du Sous-Secrétaire d’État de la Marine et des Colonies (1886).
Al suo ritorno, il Ministero della Marina si occupò della pubblicazione del suo Essai sur la langue bambara. Louis Faidherbe lo assunse poi al Ministero, con lo scopo di mettere ordine ai vari scritti di argomento linguistico che aveva redatto in precedenza. Venne quindi nuovamente inviato in Senegal.
Faidherbe lo sostenne nell'ambiziosa impresa di attraversare l'Africa occidentale dal corso superiore del Niger fino alla costa della Guinea. Partito nel febbraio 1887 da Bamako, Binger attraversò Tenetou e Sikasso (nell'attuale Mali), prima di dirigersi a sud verso Kong, che raggiunse il 20 febbraio 1888.
Una volta qui, scoprì che le «montagne di Kong», che fino ad allora venivano disegnate sulle mappe, non esistevano affatto. Identificò invece la stretta linea di separazione tra gli affluenti del Niger e i fiumi che scorrono verso il golfo di Guinea, come la Comoé o il Bandama.
Da Kong, Binger si diresse a nord, e da Boromo (sul Volta Nero) raggiunse Ouagadougou, situata più a est. Da là, costretto a fare una deviazione a sud attraverso l'attuale Ghana, in ottobre raggiunse Salaga attraverso il paese dei Gurunsi, poi Kintampo e Bondoukou. Il 5 gennaio 1889 si mise in contatto con Treich-Laplène, che gli era stato mandato incontro, e assieme a lui continuò la spedizione fino a Grand-Bassam (nell'attuale Costa d'Avorio). Mediante trattati con i capi locali di Kong (10 gennaio 1889) e di Bondoukou, pose le remote regioni situate tra l'alto Niger e il golfo di Guinea sotto l'influenza francese e aprì nuove rotte commerciali verso la colonia francese di Grand-Bassam.
A Kong, Binger adottò il figlio di uno schiavo che aveva liberato, battezzandolo Karamokho-Oulé-Binger.

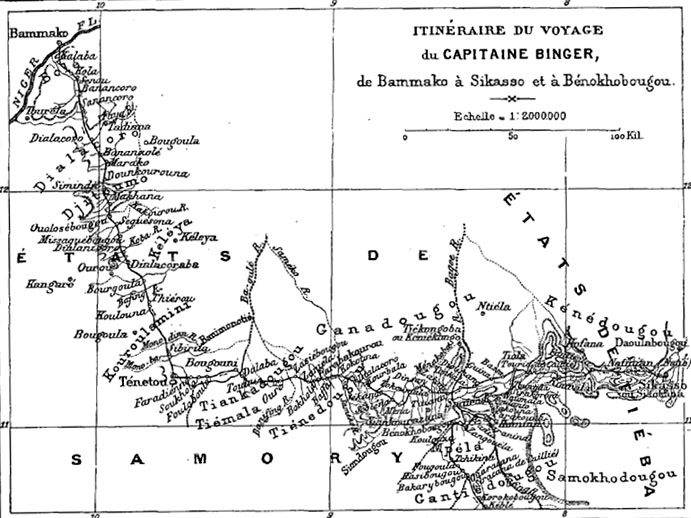
«Itinerario del capitano Binger, da Bammako a Sikasso e Bénokhobougou»
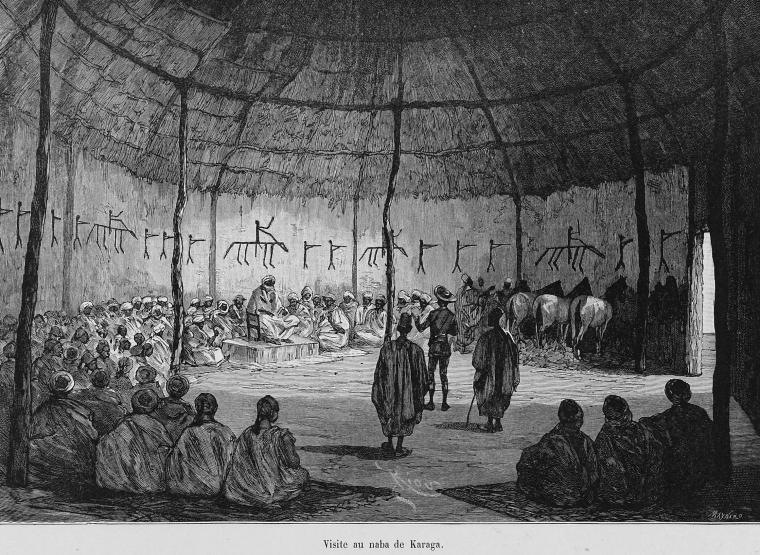
«In visita al capo di Karaga» (incisione di É. Riou)
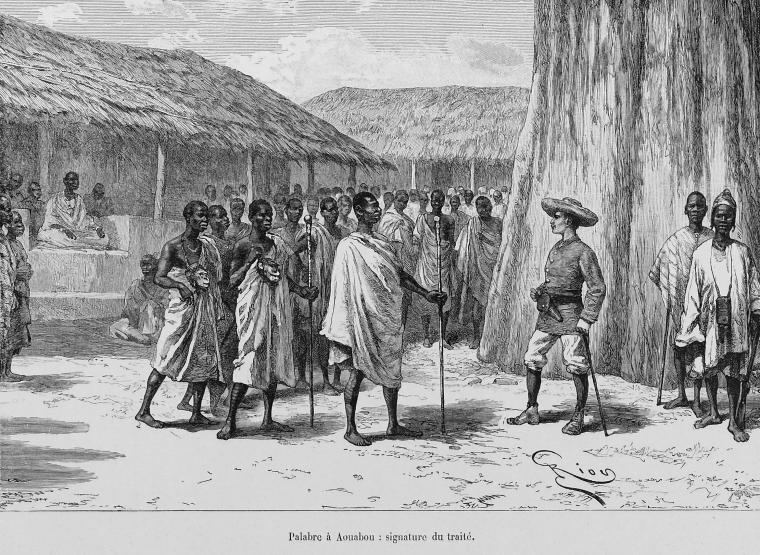
«Assemblea ad Aouabou: firma del trattato»
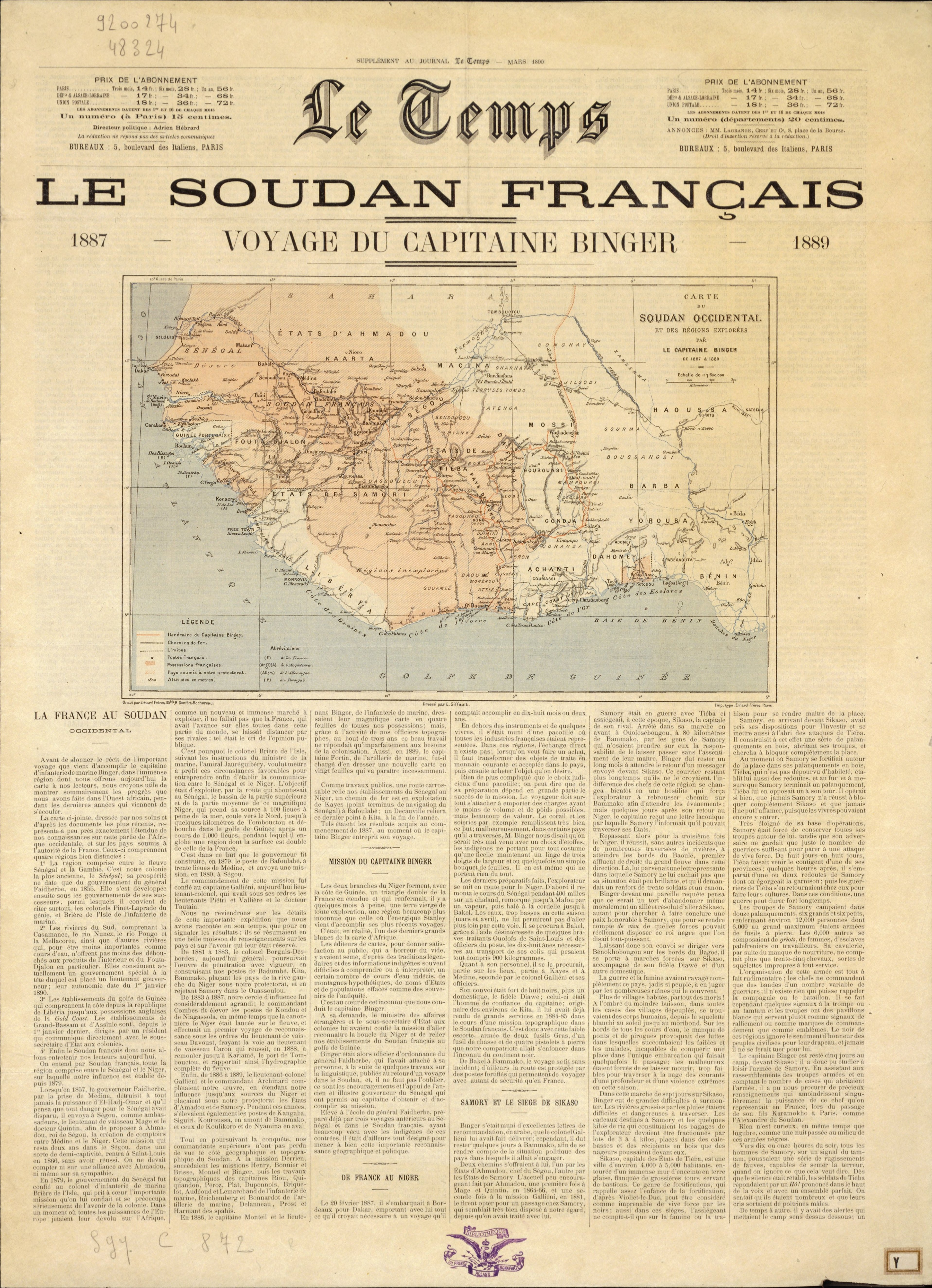
Il viaggio di Binger su un numero de Le Temps

Al ritorno in Francia, soggiornò per qualche tempo ad Amiens con un amico e lì conobbe Jules Verne. Ricevette la grande medaglia d'oro della Société de Géographie, nonché la coppa d'argento che i britannici avevano offerto a René Caillié nel 1816 di ritorno dal Galam.
Binger riprese quindi servizio come ufficiale d'ordinanza presso il Gran Cancelliere. Presenziò ai funerali di Faidherbe e si preparò per un esame all'École de Guerre, senza riuscirci. Il 16 marzo 1890 seppe della morte dell'amico Treich-Laplène. Scrisse:
La sua morte è stata per me tremenda e dolorosa. Allo stesso tempo le colonie francesi persero un uomo di gran valore, che sarebbe diventato, seppur ancora giovane, un eminente governatore; con la sua instancabile attività, dimostrò la cura maniacale con cui aveva difeso i nostri diritti di sovranità contro gli intrighi e le usurpazioni lungo la nostra frontiera della Costa d'Oro.

### Missione di delimitazione della Costa d'Avorio

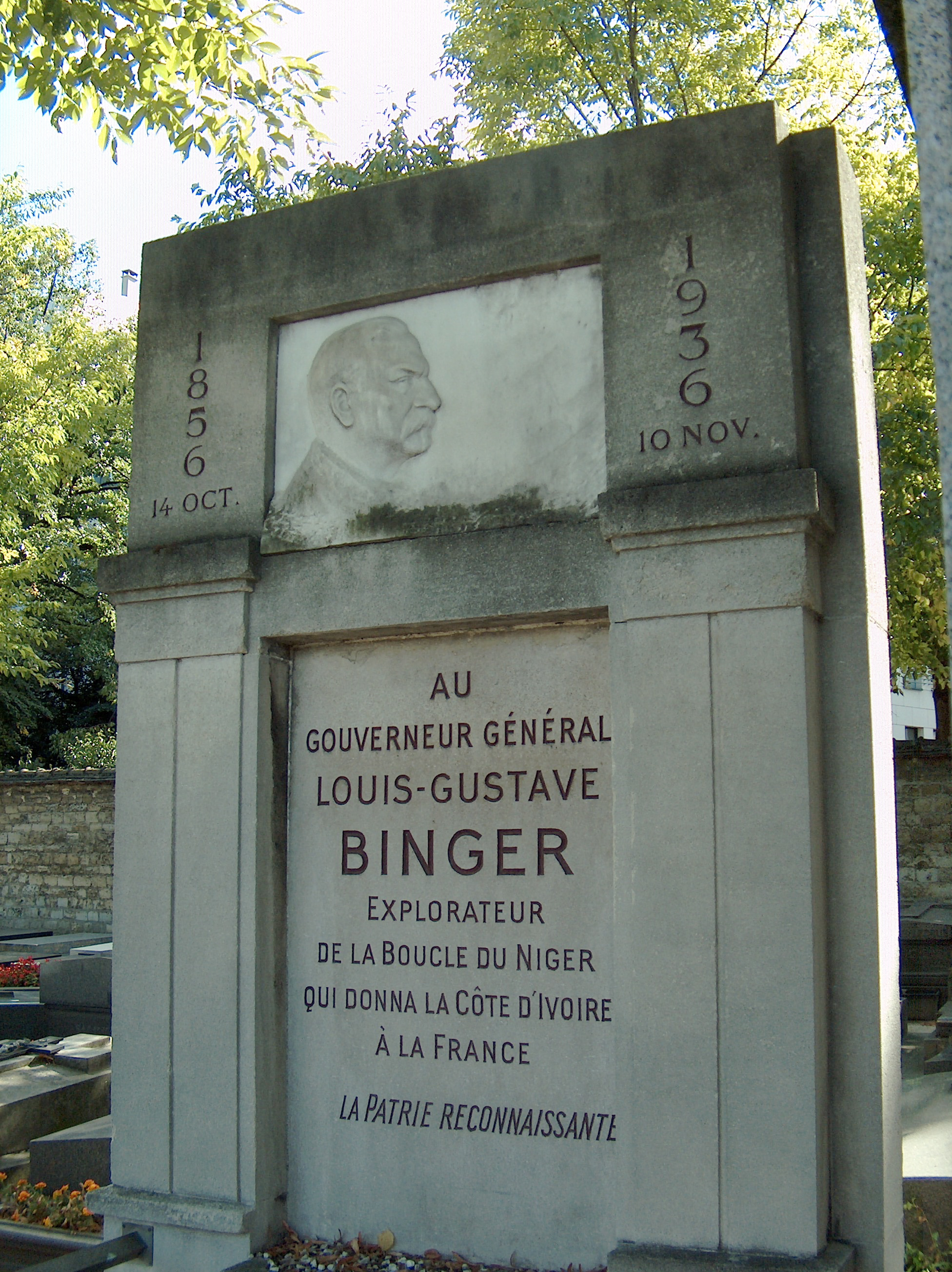
Stele di Louis-Gustave Binger al cimitero di Montparnasse a Parigi.

Binger descrisse il suo viaggio nei due volumi di Du Niger au Golfe de Guinée (Parigi, 1891). Nel 1892 venne nominato commissario di una missione francese per delimitare il confine tra i territori francesi e inglesi nel paese degli Ashanti. Partì quindi con due ufficiali, i tenenti Braulot e Gay, un medico, il dottor Crozat, e il suo amico Marcel Monnier.
Binger visitò quindi la località di Assinie, le regioni dell'Indénié e dell'Assikasso, tornò quindi a Kong e Bondoukou e fece ritorno in patria dopo aver attraversato le regioni dei Djimini e il Diammala.

## Amministratore coloniale
Nominato primo governatore della Costa d'Avorio francese (1893-1895), della quale propose il nome, prese possesso della costa occidentale della colonia e fece rispettare la convenzione con la Liberia dell'8 dicembre 1892 creando le postazioni di Sassandra, San Pedro, Bereby, Tabou e Bliéron alla foce del Cavally e spinse l'influenza della colonia fino al capo delle Palme.
Attraverso due vie parallele, iniziò la penetrazione nell'entroterra, fondando le postazioni di Thiassalé sul Bandama e di Bettié sulla Comoé.
Nell'ottobre 1895 chiese di essere sollevato dall'incarico per motivi di salute. Fu sostituito nel febbraio 1896 dal governatore Bertin, che morì un mese dopo il suo arrivo, poi da Mouttet nel maggio 1896. Binger voleva quindi ritirarsi, ma André Lebon, ministro delle Colonie, disse lui che gli avevano riservato un posto presso il ministero. Lebon gli chiese quindi informazioni sull'alto Niger per poter combattere contro Samory Touré, capo della resistenza alla penetrazione e alla colonizzazione francese nell'Africa occidentale.
Nominato direttore degli Affari Africani presso il Ministero delle Colonie (1896), venne inviato in missione, con pieni poteri, in Senegal dopo la cattura di Samory Touré, che incontrò a Saint-Louis, per riorganizzarvi l'esercito.
Partecipò all'elaborazione di convenzioni ponendo fine alle rivalità tra Francia e Inghilterra in Africa (1898-1906). Durante uno dei suoi numerosi soggiorni a Londra, la Royal Geographical Society gli conferì la medaglia d'oro. Nel 1898 venne nominato direttore del ministero francese delle Colonie, carica che mantenne per dieci anni.
Nel 1908 si stabilì nel Périgord e continuò a viaggiare negli Stati Uniti e in Canada. Nel 1918 si trasferì a Strasburgo e poi, nel 1926, la Camera di Commercio di Grand-Bassam lo ingaggiò per ispezionare alcuni stabilimenti nell'Africa Occidentale francese
Si imbarcò quindi a Marsiglia (1927) diretto a Grand-Bassam.
Louis-Gustave Binger morì all'età di 80 anni il 10 novembre 1936 a L'Isle-Adam, dove venne eretto un monumento in sua memoria. È sepolto nel cimitero di Montparnasse a Parigi. Era nonno materno dello scrittore Roland Barthes, che così descrisse suo nonno:
In vecchiaia si annoiava. Seduto sempre alla sua tavola prima dell'ora (sebbene quest'ora fosse costantemente avanzata), viveva sempre più in anticipo, tanto si annoiava. Non tenne mai alcun discorso..